# Probolisca ovata
Probolisca ovata är en kräftdjursart som först beskrevs av Stebbing 1888.  Probolisca ovata ingår i släktet Probolisca och familjen Stenothoidae. Inga underarter finns listade i Catalogue of Life.